# Красне (гміна, Скалатський повіт)
Гміна Красне  (пол. Gmina Krasne)— колишня сільська гміна у Скалатському повіті Тернопільського воєводства Другої Речі Посполитої. Адміністративним центром гміни було село Красне.
Гміна утворена 1 серпня 1934 року на підставі нового закону про самоуправління (23 березня 1933 року).
Площа гміни — 102,03 км²
Кількість житлових будинків — 1477
Кількість мешканців — 7515
Гміну створено на основі попередніх гмін: Красне, Калагарівка, Козина, Паївка, Саджівка, Ставки, Волиця, Зелене.